# Gambusia affinis
Gambusie, Guppy sauvage
Espèce
Statut de conservation UICN

 LC  : Préoccupation mineure
Gambusia affinis, la Gambusie ou le Guppy sauvage, est une espèce nord-américaine de poissons d'eau douce de la famille des Poeciliidae.

## Description
Les deux sexes sont de couleur brunâtre avec des parties inférieures argentées, et les femelles sont nettement plus grandes que les mâles. Ces derniers sont aussi nettement plus fins que les femelles, et présentent un gonopode très développé au niveau de la nageoire anale.
Gambusia affinis peut mesurer en longueur totale jusqu'à 70 mm pour les femelles et jusqu'à 51 mm pour les mâles mais sa taille habituelle est d'environ 39 mm. Ce poisson peut vivre trois ans.

## Répartition
D'après l’UICN, cette espèce est originaire de la majeure partie du centre-sud des États-Unis, s'étendant vers le nord jusqu'à l'Indiana et l'Illinois, vers l'ouest jusqu'au Texas, vers le sud jusqu'au Mexique, et vers l'est jusqu'au système fluvial du fleuve Mobile. Des populations présentes dans les bassins versants des rivières Chattahoochee et Savannah pourraient également être indigènes. Dans le système fluvial de la Conasauga, cette espèce est largement répandue et native, tandis qu'une espèce proche, G. holbrooki, semble avoir été introduite et étend son aire de répartition.
Ce poisson a été largement introduit à travers les États-Unis et dans le monde entier, en particulier pour lutter contre la prolifération des moustiques. Les individus utilisés pour ces introductions proviennent principalement de cinq ou six populations originaires de Géorgie, de l'Illinois, du Tennessee et du Texas. Aux États-Unis, les sources provenant de l'Illinois, du Tennessee et du Texas ont été utilisées pour établir des populations dans la moitié ouest du pays. Par conséquent, la plupart, sinon toutes les populations présentes dans l'ouest des États-Unis appartiennent à cette espèce. Il s'agit de l'espèce de poisson ayant la plus vaste aire de répartition mondiale à la suite d'introductions, elle est présente dans la quasi totalité du globe, mais plusieurs pays signalent des impacts écologiques négatifs après son introduction.

## Biologie et écologie

### Habitat
Ce poisson est particulièrement abondant dans les parties inférieures des cours d'eau. Les adultes habitent des eaux stagnantes à faible débit et sont les plus communs dans les étangs et lacs végétalisés, les eaux stagnantes et les bassins tranquilles des cours d'eau. On le trouve fréquemment dans les eaux saumâtres et il est connu pour présenter une très forte tolérance aux conditions environnementales. Il peut survivre dans des salinités allant de l'eau douce à l'eau de mer à pleine concentration, et vit dans des régions allant du Texas et du Mexique semi-tropicaux à l'Illinois et l'Indiana tempérés, où il hiverne sous la glace.

### Alimentation
Ce sont des poissons prédateurs pélagiques et de surface qui s'alimentent de zooplancton, petits insectes et détritus, et présentent des dents fortes et coniques ainsi qu'un intestin court, typiques des prédateurs.
Il a été montré expérimentalement que femelles adultes de G. affinis grandissent en fait mal avec un régime alimentaire composé de larves de moustiques, mais grandissent beaucoup plus rapidement avec un régime alimentaire composé de vers du genre Tubifex. La différence étant de presque dix fois chez le guppy. Cette espèce semble donc « préférer » les vers aux larves et en consommaient trois à quatre fois plus, en poids, par jour.
Des comportements de cannibalisme ont été mis en évidence dans la nature chez cette espèce qui est elle-même la proie de poissons prédateurs, serpents d'eau et oiseaux.

### Reproduction
L'espèce est vivipare et la fécondation interne est possible car l'ailette anale du mâle est modifiée en un organe copulatoire. Les femelles portent environ 30 alevins et la gestation dure de 24 jours à un mois.
L'importance de la photopériode dans le contrôle de la reproduction chez les gambusies est incertaine et il semble que la température joue un rôle primordial dans le contrôle de la reproduction, la photopériode n'ayant qu'un rôle mineur.

## Dénominations
Ce taxon porte en français les noms vernaculaires ou normalisés suivants : Gambusie,, Guppy sauvage.

## Systématique
L'espèce a été initialement décrite sous le nom Heterandria affinis par Baird et Girard en 1853. Par la suite, l'espèce a été reclassée dans le genre Gambusia en 1949, reclassement entériné et utilisé depuis dans de très nombreuses publications. Il y a eu une mention de l'espèce comme sous-espèce « Gambusia affinis affinis » en 1989 et en 2001. Le lectotype de l'espèce a été sélectionné par Huber en 2019.
Le nom valide complet (avec auteur) de ce taxon est donc Gambusia affinis (Baird & Girard, 1853).
Gambusia affinis a pour synonymes :
- Gambusia affinis affinis (Baird & Girard, 1853)
- Gambusia affinis katruelis (Baird & Girard, 1853)
- Fundulus inurus (Jordan & Gilbert, 1882)
- Gambusia gracilis Girard, 1859
- Gambusia humilis Günther, 1866
- Gambusia patruelis (Baird & Girard, 1853)
- Haplochilus melanops Cope, 1870
- Heterandria affinis Baird & Girard, 1853
- Heterandria patruelis Baird & Girard, 1853
- Zygonectes brachypterus Cope, 1880
- Zygonectes gracilis (Girard, 1859)
- Zygonectes inurus Jordan & Gilbert, 1882
- Zygonectes patruelis (Baird & Girard, 1853)

## Étymologie
Le nom scientifique « Gambusia affinis » trouve son origine dans le terme cubain « gambusino », qui signifie « rien », souvent utilisé dans le contexte d'une plaisanterie ou d'une farce. L'expression « pêcher des gambusinos » est employée lorsque l'on ne parvient pas à attraper de poisson. Le terme « affinis » dérive du latin et signifie « apparenté » ou « proche ».

## Publication originale
- (en) S. F. Baird et C. F. Girard, « Descriptions of new species of fishes collected by Mr. John H. Clark, on the U. S. and Mexican Boundary Survey, under Lt. Col. Jas. D. Graham », Proceedings of the Academy of Natural Sciences of Philadelphia, 1853, vol. 6, p. 387-390 [lire en ligne (page consultée le 14 avril 2025)] .

## Utilisation pour le contrôle entomologique
De nombreuses introductions de Gambusia affinis, Poecilia latipinna et P. reticulata ont été réalisées dans le cadre du contrôle biologique des moustiques. Parmi les 19 nations et le territoire américain ayant procédé à des introductions délibérées de G. affinis, seules quatre (Argentine, Brésil, Italie et Yougoslavie) ont rapporté des résultats positifs. Le Brésil a jugé l'introduction réussie mais indésirable. L'Égypte a indiqué qu'il n'y avait aucun effet notable sur les moustiques, une observation similaire à celle de la Papouasie-Nouvelle-Guinée, qui a estimé que cette espèce avait peu de valeur pour le contrôle des moustiques. Compte tenu du fait que la plupart de ces introductions ont eu lieu il y a trois à cinq décennies ou plus, un nombre plus élevé de réponses positives aurait été attendu si ces poissons avaient atteint les objectifs escomptés.

## Aquariophilie

### Maintenance en aquarium
Les gambusies sont des poissons très adaptables, capables de tolérer l'eau saumâtre. Classés comme potamodromes, ils supportent un large éventail de pH, allant de 5,8 à 8,2. La dureté de l'eau n'est pas un facteur déterminant, avec des valeurs acceptables de GH 3 à GH 30. La température de vie en milieu naturel varie de 12 °C à 29 °C, bien qu'ils puissent survivre à des extrêmes allant de 5 °C à 34 °C. Ils présentent une remarquable résistance aux faibles niveaux d'oxygène dans l'eau. Un aquarium de 50 litres est recommandé, mais un couple peut être maintenu dans un aquarium de 12,5 litres (30 cm × 20 cm × 20 cm), ce qui en fait un poisson adapté aux pico et nano-aquariums.
La reproduction des gambusies est très facile et quasi incontrôlable lorsque les deux sexes sont présents ensemble. Les paramètres de l'eau ne sont pas cruciaux tant qu'ils restent dans des plages non extrêmes. Pour augmenter le taux de survie des alevins, il est conseillé d'utiliser un aquarium séparé pour isoler les alevins des parents cannibales. La méthode optimale consiste à retirer les femelles gravides et à les placer dans un petit aquarium séparé, puis à les réintroduire dans l'aquarium principal après la mise bas. La gestation dure environ quatre semaines et peut produire entre 10 et 100 alevins. Ces derniers sont faciles à élever et peuvent être nourris dès la naissance avec des infusoires, des nauplius d'artémias, des micro-vers et des paillettes en poudre.
| Origine         | Centre-sud des États-Unis                                                                            | Eau           | Douce et saumâtre                    |
| Dureté de l'eau | 3 à 30 GH                                                                                            | pH            | 5,5 à 8,5                            |
| Température     | 19 à 29 °C                                                                                           | Volume mini.  | > 50 l                               |
| Alimentation    | Omnivore : invertébrés (vivants ou congelés), artémias, larves de crevettes, daphnies, ostracodes... | Taille adulte | 3,5 à 4 cm (mâle) ; 6,5 cm (femelle) |
| Reproduction    | Ovovivipare. Un mâle pour 2-3 femelles.                                                              | Zone occupée  | Milieu + surface                     |
| Sociabilité     | Pacifique et sociable                                                                                | Difficulté    | Facile                               |